# Dějiny Příbrami
Historie Příbrami trvá podle dokumentů bezmála osm staletí. Nejslavnějším obdobím z této historie byla éra rozmachu důlní činnosti v 19. století.
O hornictví v Příbrami viz též hlavní článek Rudné doly na Příbramsku

## Prehistorické památky
Nejstarší nepočetné archeologické nálezy z okolí Příbrami pocházejí z období paleolitu a mezolitu. Stopy po prehistorických obydlích vzdálené asi 2 km od okraje města, pocházejí z mladší doby bronzové, kdy Příbramsko začal osídlovat lid knovízské kultury. Přímo v areálu dnešního města byly zatím nalezeny pouze pozůstatky jediného sídliště poblíž železniční trati. V mladší době železné se předpokládá počáteční využívání zdejších rudných ložisek, i když archeologické doklady o keltské těžebné činnosti chybějí na rozdíl od dokladů vyspělého keltského kovářství.
Od 7. století byl zdejší kraj osídlován Slovany, na ploše dnešního města se usadili podle dohadů až v 11. století.

### Staročeské legendy

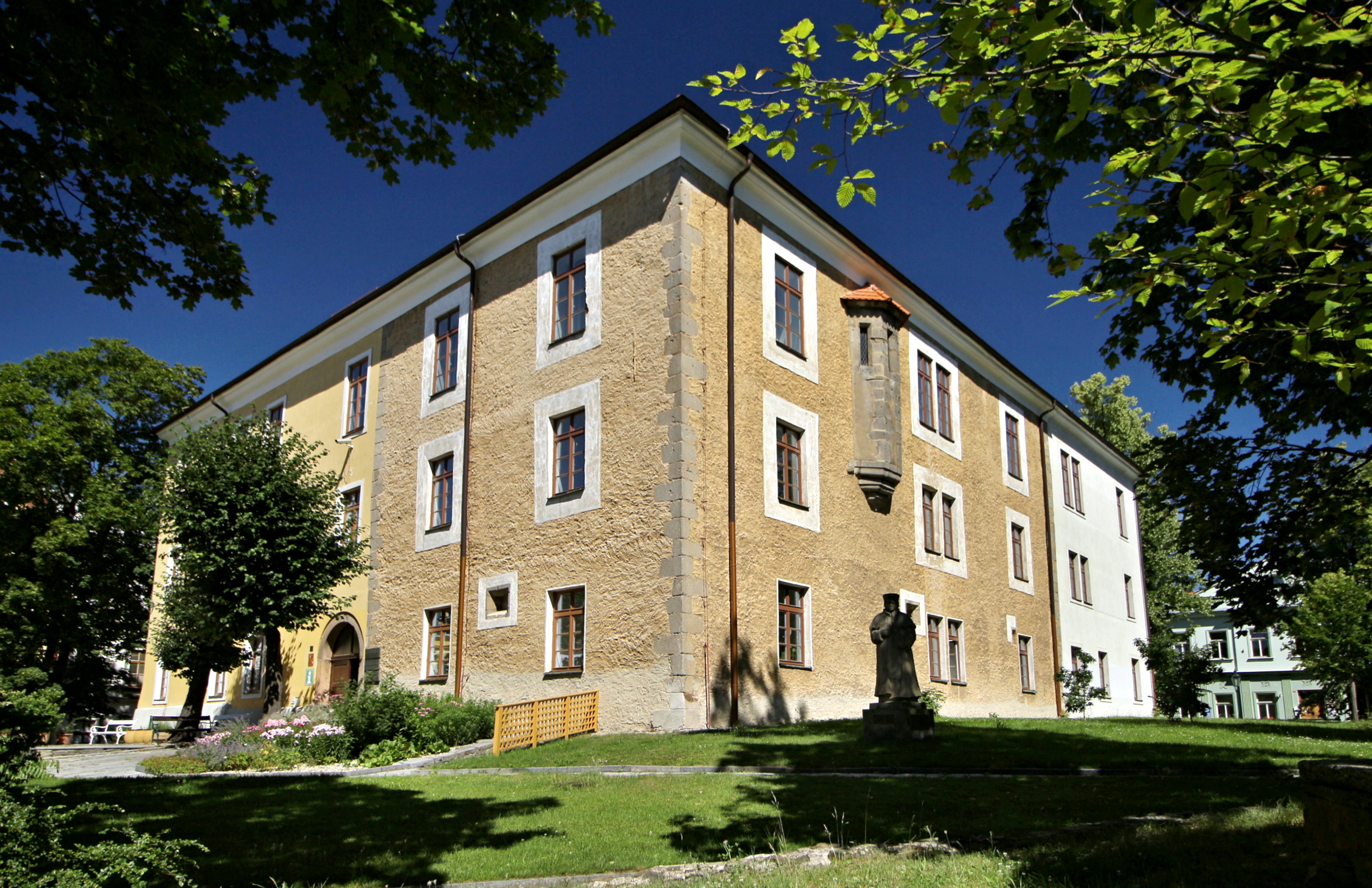
Ernestinum, někdejší sídlo pražských arcibiskupů, dnes městská galerie Františka Drtikola.

Václav Hájek z Libočan přepisuje ve své Kronice české několik staročeských legend, které se zmiňují o Příbrami a jejím okolí v době počátků české státnosti. Jde o legendu o Libušině věštbě a o sporu vladyky Horymíra z Neumětel s příbramskými březohorskými horníky. Kronika pochází z první poloviny 16. století.
Hájek také vysvětluje původ jména města. Přestože je nyní jeho konkrétní etymologie považována za neprokazatelnou, její základ je pravděpodobně správný, protože jméno Příbram je podle současných znalostí skutečně odvozeno od vlastního osobního jména, pravděpodobně vlastníka panství.

## Středověká Příbram
První dochovaný písemný záznam o Příbrami pochází z 20. června 1216, jde o zápis koupě statku Příbram pražským biskupem Ondřejem od premonstrátského kláštera v Teplé. Ještě starší prameny naznačují, že příbramský statek před tím na přelomu 12. a 13. století patřil velmoži Hroznatovi, který ho věnoval tepelskému klášteru, který předtím sám založil. Je pravděpodobné, že osada vznikla ještě dříve na strategicky výhodném místě (poloha na vyvýšenině nad vodními toky a poblíž tzv. Zlaté stezky vedoucí z Bavorska do Prahy).
Příbram od té doby patřila pražským biskupům a arcibiskupům, což přinášelo rozkvět i problémy. V roce 1289 král Václav II. podporovaný biskupem Tobiášem z Bechyně popravil vůdce odbojných Vítkovců Záviše z Falkenštejna, jehož stoupenci v odvetu napadali biskupský majetek a dvakrát vyplenili i Příbram. Ta ale byla do dvou let znovu osídlena péčí lokátora a pozdějšího rychtáře Přemysla a Tobiáš z Bechyně nechal kolem městečka vybudovat palisádu a příkop, zděné opevnění nikdy realizováno nebylo.
Dvěma nejvýznamnějšími stavbami 13. století byly kostel svatého Jakuba a původní pravděpodobná dřevěná tvrz, mnohokrát přestavěná do podoby dnešního Ernestina. Ve městečku probíhá čilá obchodní činnost, staví se železářské hutě, na Březových Horách se těží stříbro a v Litavce se rýžuje zlato.

### Příbram ve 14. a 15. století

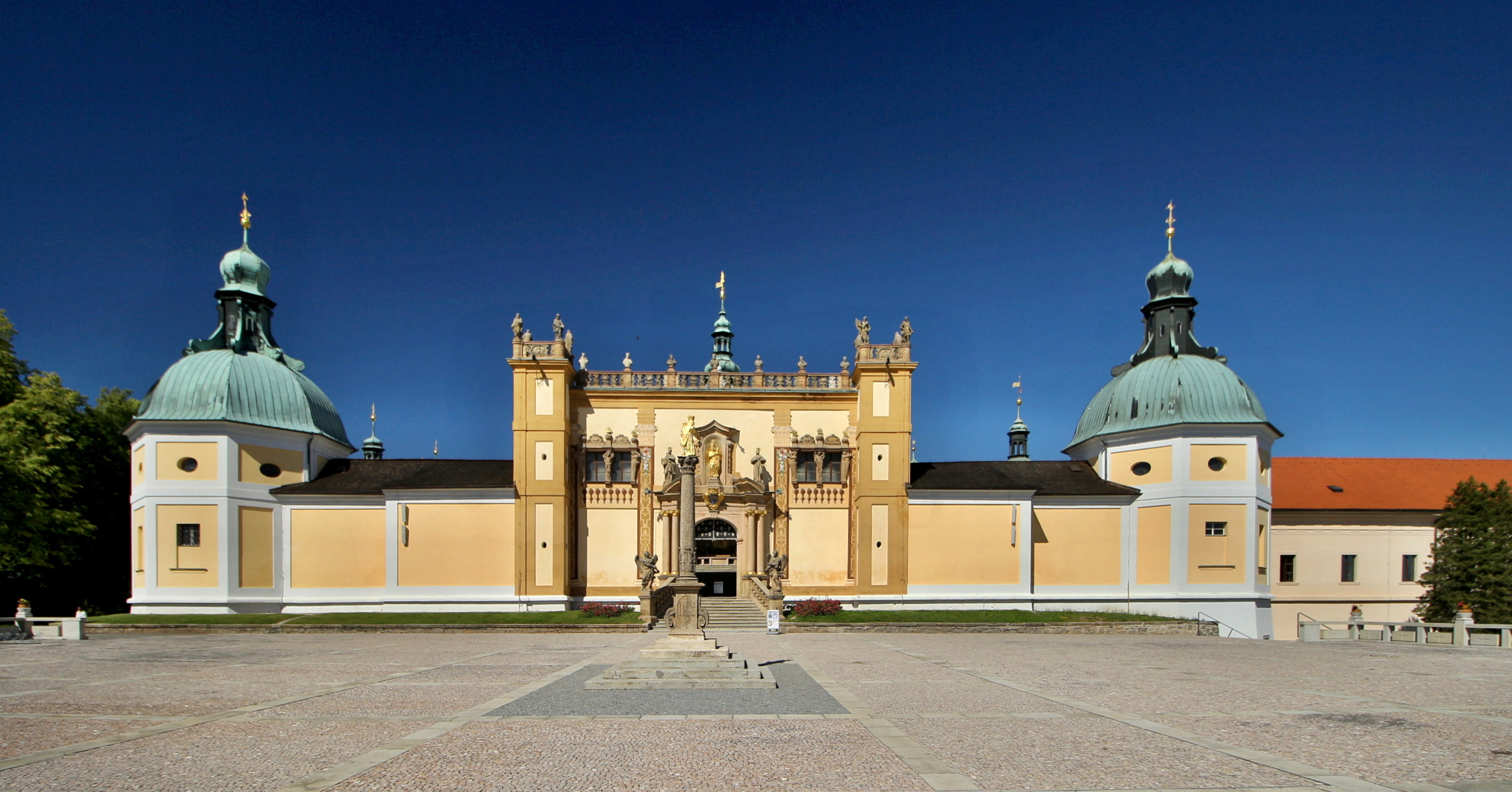
Poutní areál na Svaté hoře nad Příbramí

Založení pražského arcibiskupství mělo pozitivní dopad i na Příbram. Arcibiskup Arnošt z Pardubic nechal stávající tvrz přestavět na kamenný hrad, který dnes nese jeho jméno – Ernestinum. Založil zde také rybník Hořejší obora, školu, za hradbami nyní již neexistující kostel sv. Jana a snad i svatohorskou kapli. Na konci 14. století je známo, že v Příbrami bylo 30 krčem, 19 řezníků, ševci, pekaři, krejčí, kováři, koláři, bečkaři, smolaři, koželuzi, kotláři, soukeníci, mlýny.
Městská práva Příbram obdržela 2. října 1406 od arcibiskupa Zbyňka Zajíce z Hazmburka.
Počátek 15. století zastihl české země v krizi. Husovo učení šířil i mistr Jan z Příbrami a jeho ohlas byl zřetelný i v Příbrami, která už v roce 1416 (před dohodnutím Čtyř pražských artikulí zavedla přijímání pod obojí (z kalicha). V nadcházejících husitských válkách sloužila Příbram jako útočiště husitských vojsk, za což byla opakovaně přepadána katolickým pánem Hanušem z Kolovrat, který také se svou jízdou porazil početní převahu husitské pěchoty v bitvě u Hluboše v roce 1422.
V roce 1431 byl arcibiskupský stolec v Praze opuštěn a Příbram připadla králi, ekonomickou situaci města to paradoxně zhoršilo, protože panovníci opakovaně dávali město v zástavu a jeho dočasní správci nedbali o jeho dlouhodobý rozvoj. Jistotou bylo aspoň potvrzení a doplnění městských práv králem Vladislavem Jagellonským v roce 1497. V té době měla Příbram asi 130 domů.

## Královské horní město Příbram
Množství informací dostupných o dolování stříbra a železné rudy na Příbramsku od 16. století je rozsáhlejší, protože se do současnosti zachovaly horní knihy. První polovina 16. století byla prvním obdobím slávy zdejšího stříbrného hornictví, po roce 1550 ale nastal hospodářský útlum. Příbram postihl v roce 1560 požár, o deset let ji ohrozily spory měšťanů s vrchností – Lokšany z Lokšan. Poté, co jim král město odejmul, byl odvetou vypleněn zámek a na dlouhá léta zpustl.
Když 20. listopadu 1579 císař Rudolf II. jmenoval Příbram Královským horním městem, vedly technologické potíže na vyčerpaných povrchových žilách bezmála k zastavení těžby, která byla v jediné šachtě udržována jen proto, aby nebyl důležitý titul městu odebrán. Město žilo hlavně z práce řemeslníků, sdružovaných do cechů, a obchodu. Pro kulturní život mělo význam vzniklé literátské bratrstvo.
Velký dopad na město měla třicetiletá válka. Ve stavovském povstání se Příbram postavila na stranu stavů, za což jí císař odebral po porážce na Bílé hoře privilegia, ale omilostnil ji, když se přihlásila ke katolictví. Město ale muselo hostit císařské vojáky (důsledkem byl mj. rozsáhlý požár v roce 1626), zkázu působilo i skrz město táhnoucí švédské vojsko. Počet obyvatel se rapidně snížil na polovinu, po válce byly téměř dvě třetiny domů pusté.
Rekatolizaci podporoval rostoucí význam poutního komplexu na Svaté Hoře, který patřil od roku 1647 jezuitům. Ti vybudovali nový chrám s ambity a kaplemi. Pravidelné svatohorské poutě zvýšily význam trhů a řemeslné výroby, včetně do dnešních dnů přetrvávající významné produkce betlémů.

## Rozmach hornictví v 18. století

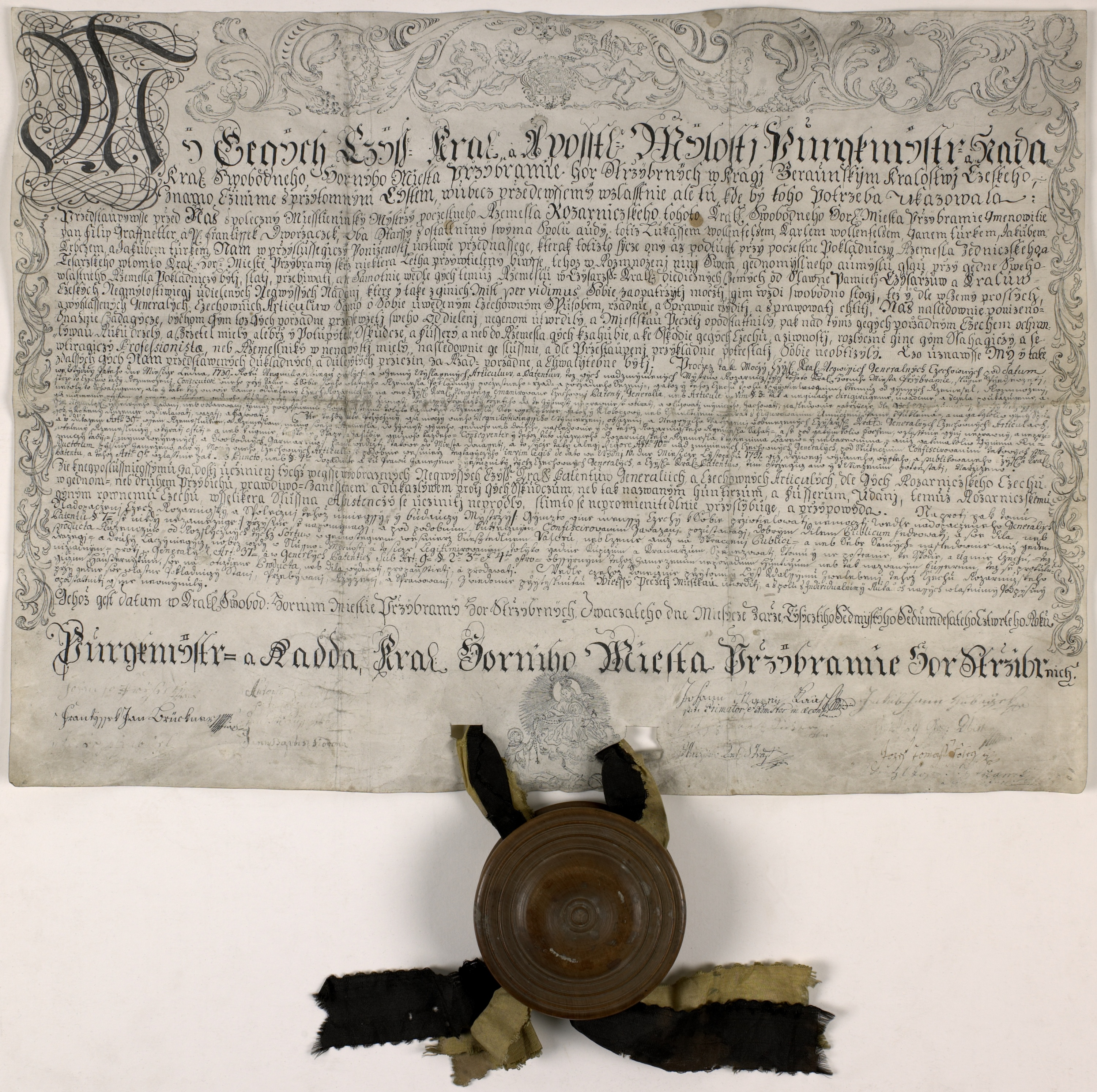
Cechovní privilegium příbramského cechu rozárníků (výrobců růženců) z roku 1774 (SOkA Příbram)

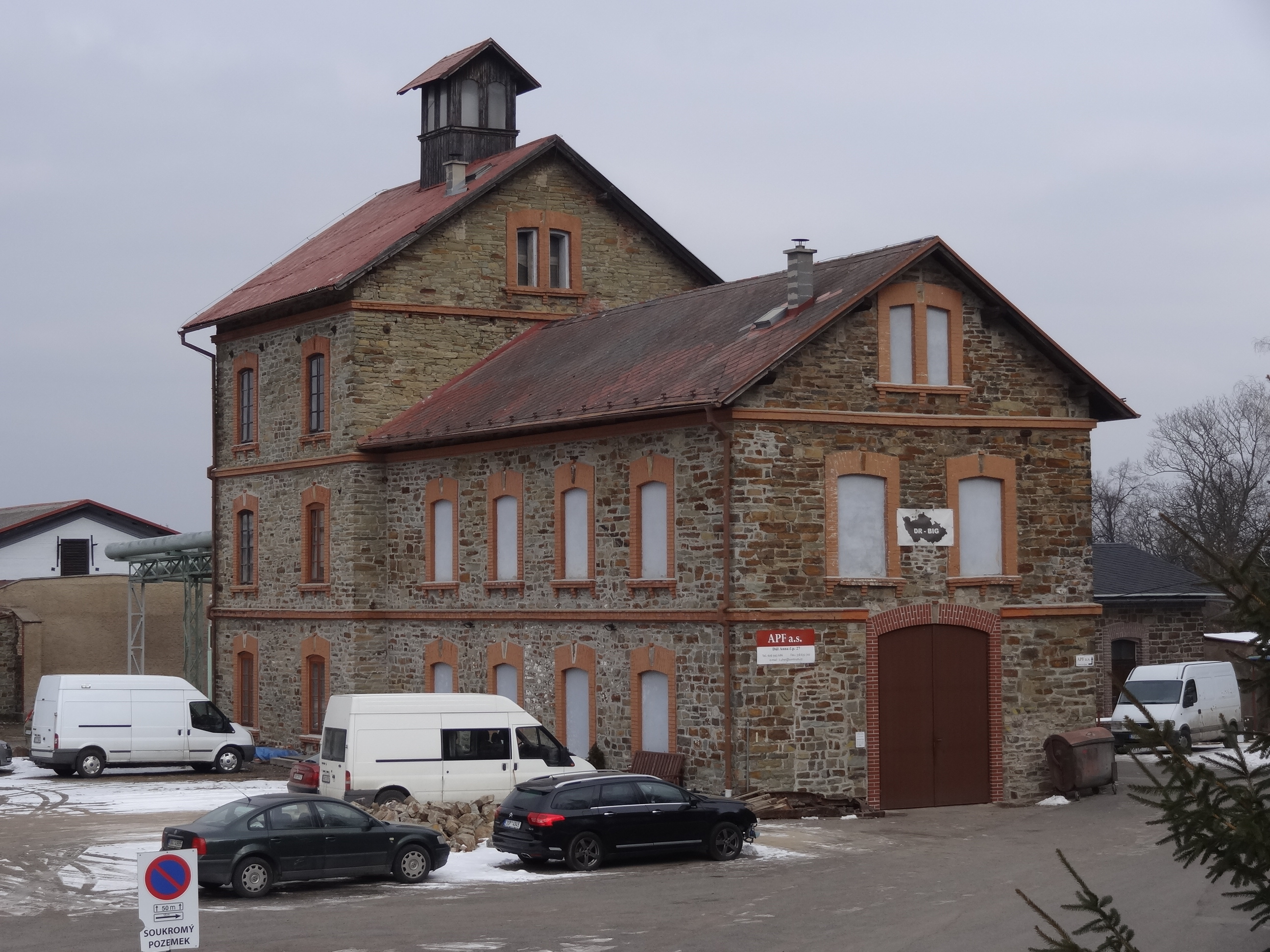
Vstup na Důl Anna a Prokop

Na počátku 18. století začalo další slavné období příbramského dolování stříbra a také zpracování železa. Město vybudovalo své hamry a také vysokou pec, která dala jméno vsi Vysoká Pec, nynější části obce Bohutín. Výborné hospodářské výsledky umožily zakoupení nedalekého statku Trhové Dušníky.
V roce 1732 byla slavnostně korunována soška panenky Marie svatohorské, na paměť čehož se konají každoroční poutní korunovační slavnosti, jejichž význam ale částečně poklesl po zrušení jezuitského řádu.
Z řady barokních měšťanských domů postavených na obvodu náměstí si žádný tehdejší podobu nezachoval, barokní tvář si podržel dům v ulici V Brance.
Rozmach se ale zbrzdil, na což měly vliv i válečné události a pobyt vojsk ve městě. Vysoká pec zanikla, důraz se kladl vedle dolování stříbra na hospodaření velkostatku a pivovaru. Město muselo většinu zisku odvádět ústřední vídeňské rakouské vládě. To vedlo ke zpomalení rozvoje města, už v době, kdy dolování stříbra na Příbramsku dosáhlo svého vrcholu na konci 18. století. Tereziánské a josefinské školní, správní a hospodářské reformy ale měly i pozitivní význam, který se brzy projevil hospodářským rozmachem 19. století.

## Příbram v 19. století

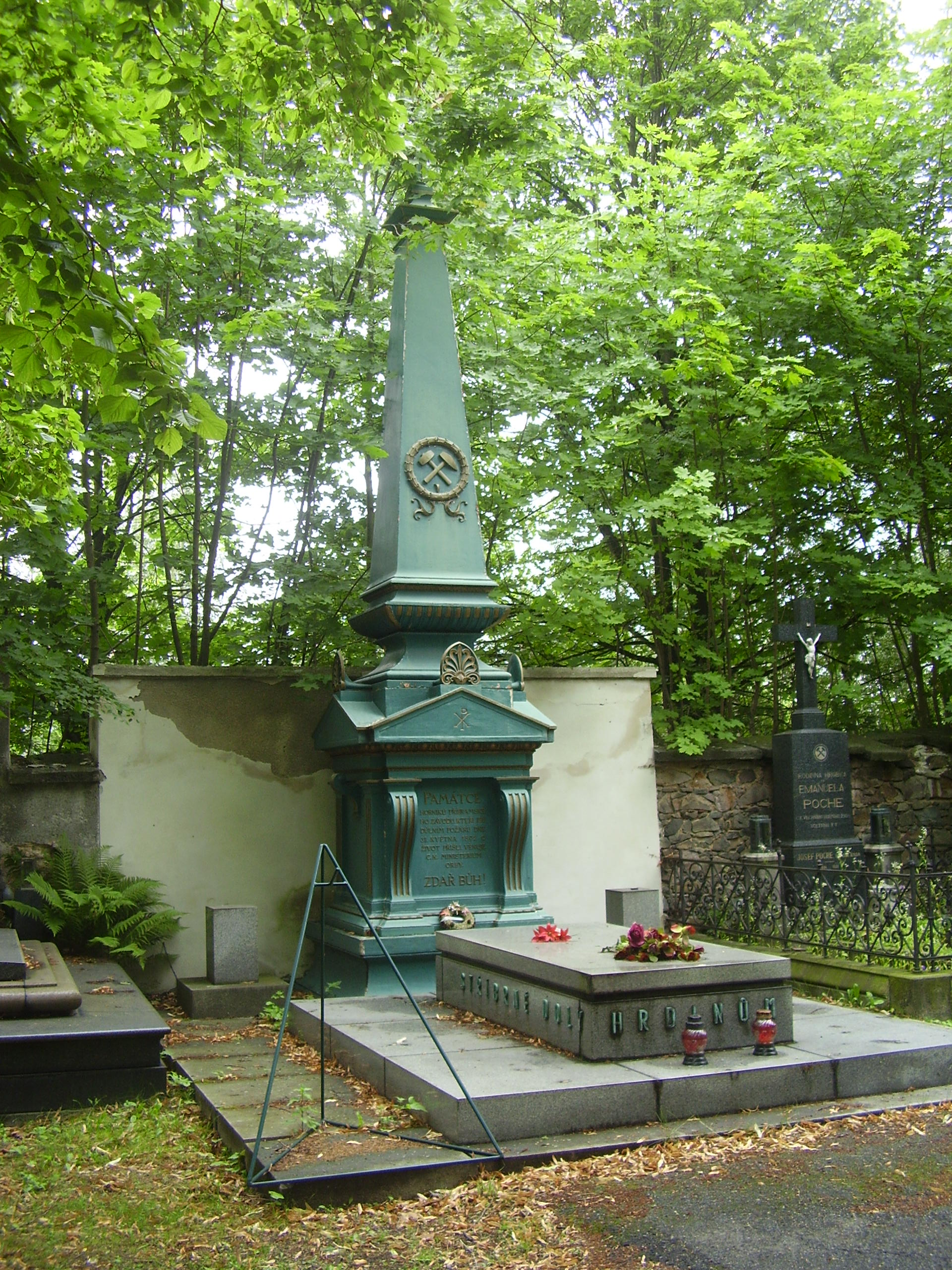
Pomník horníkům, kteří zahynuli při neštěstí v dole Marie

V 19. století bylo na nedalekých Březových Horách vybudováno pět hlubinných dolů. Příbramský důlní revír se stal jedním z nejmodernějším v Evropě. Ve městě vznikla vzdělávací zařízení, své sídlo tu měly ústřední horní orgány i báňská akademie. 31. května 1892 při důlním požáru na zdejším dole Marie zahynulo 319 horníků. Přestože skutečný význam příbramských dolů po roce 1900 klesal, pověst města jako vzdělávacího a kulturního střediska zůstávala vysoká.

## První republika
Teprve po osamocení Československa byla na příbramské Vysoké školy báňské prosazena čeština jako oficiální vyučovací jazyk; němečtí pedagogové požadovali přesun školy do Prahy. Tyto snahy přetrvávaly až do uzavření všech vysokých škol v Protektorátu Čechy a Morava v roce 1939.

## Druhá světová válka
Za druhé světové války byla Příbram střediskem partyzánské oblasti. V hnutí odboje se účastnilo mnoho významných příbramských osobností, někteří z příbramských odbojářů byli popraveni. Student Antonín Stočes, jeho otec a ředitel gymnázia Josef Lukeš byli popraveni v Táboře v roce 1942 v období heydrichiády, jejich příběh zidealizoval spisovatel Jan Drda do podoby povídky Vyšší princip.
Legionář Alois Laub, vůdce vojenské odbojové skupiny Oliver, který byl v roce 1945 popraven v Brandenburgu, nebo Hrdina Sovětského svazu generál Richard Tesařík se narodili v Příbrami.
Na začátku května 1945 se Příbram spontánně připojila k povstání českého lidu proti nacistům. Moc ve městě formálně převzaly české úřady, ale místní velení Wehrmachtu pohrozilo vyhlášením stanného práva. Po jednání s nacisty a hledání pomoci osvobodil město sovětský partyzánský oddíl Smrt fašismu (rusky Смерть фашизма) pod vedením kapitána Jevgenije Antonoviče Olesiňského.
Přestože už před vlastním osvobozením opustila město většina německých sil, pokračovaly vojenské akce i po oficiálním přijetí kapitulace. Příbramské okolí se proto označuje jako místo, kde padly poslední výstřely druhé světové války na evropském kontinentu. Německé jednotky, které se snažily ustoupit ze sovětské okupační zóny přes demarkační čáru do zajetí západních spojenců, se střetávaly s partyzánskými oddíly a nakonec bojovaly s Rudou armádou, než 12. května 1945 kapituloval jejich velitel generál SS Carl von Pückler-Burghauss.

## Socialistická Příbram
V roce 1953 byly k Příbrami připojeny Březové Hory.
Od padesátých let 20. století se na Příbramsku začal těžit uran. V okolí města bylo otevřeno několik uranových dolů.
Uranové doly byly zařazeny také do systému Táborů nucené práce, které komunistická moc užívala k represi odpůrců režimu. Tábory Příbram-Vojna a Příbram-Brod byly v provozu v letech 1949–1951 a zadržováno v nich bylo až 800 převážně politických vězňů.
Téměř polovina nových obyvatel se nastěhovala do nově vybudovaného sídliště, počet obyvatel města přesáhl 40 tisíc.

### Srpnová invaze 1968 na Příbramsku
Díky svému položení poblíž brdského vojenského prostoru byla Příbram důležitou lokalitou v průběhu srpnové invaze vojsk Varšavské smlouvy, která ukončila společenské procesy pražského jara roku 1968.
Příbramské vojenské velení bylo okupačními silami označeno za ohnisko kontrarevoluce v československé armádě, protože nespolupracovalo s okupanty a navíc poskytlo Československé televizi útočiště pro její nezávislé vysílání.
Dalšími významnými událostmi spojenými se srpnovou invazí byla i stávka příbramských horníků proti okupaci a vzpoura vězňů ve věznici Příbram-Bytíz.
Jako protirežimní akci k desátému výročí, 24. srpna 1978 vyhodili Ondřej Stavinoha a František Polák do povětří sochu Klementa Gottwalda na náměstí VŘSR v Příbrami pomocí trhaviny Permonex z dolů, za což byli následně odsouzeni.

## Příbram po roce 1989
Sametová revoluce v roce 1989 významně ovlivnila další život města, stejně jako postupné uzavírání dolů. Kvůli různé trestné činnosti typické pro organizovaný zločin je Příbram nazývaná Středočeské Palermo.